# Synema adjunctum
Synema adjunctum là một loài nhện trong họ Thomisidae.
Loài này thuộc chi Synema. Synema adjunctum được Octavius Pickard-Cambridge miêu tả năm 1891.